# رولینگ استون، کوئینزلند
رولینگ استون (به انگلیسی: Rollingstone) یک شهرک در استرالیا است که در City of Townsville واقع شده‌است.